# Salvia pygmaea
Salvia pygmaea là một loài thực vật có hoa trong họ Hoa môi. Loài này được Matsum. miêu tả khoa học đầu tiên năm 1897.